# Oncocnemis melantho
Oncocnemis melantho är en fjärilsart som beskrevs av Smith 1899. Oncocnemis melantho ingår i släktet Oncocnemis och familjen nattflyn. Inga underarter finns listade i Catalogue of Life.